# Epidemia de dengue de 2019-2021 en América
La epidemia de dengue en América inició en 2019, que fue un año de récord, afectando especialmente a Brasil y América Central, con más de 3 millones de casos y 1500 muertes, siendo una de las peores registradas en la historia de América Latina y siendo seis veces mayor a los registros de 2018. En 2020 aún persiste la epidemia en ciertos países como Perú, Brasil, Paraguay, en medio de una pandemia de enfermedad coronavirus. Ya se reportan más de 100 000 casos confirmados y 100 muertes en lo que va del año en la región.
El Aedes aegypti se encuentra ampliamente distribuido por toda América, sobre todo en las zonas tropicales. Los únicos países que están libres del vector y del dengue son Canadá y Chile continental. En la isla de Pascua se detectó el primer caso autóctono en el 2002, posiblemente originado a partir de viajeros infectados, al igual que le sucedió en Tahití y Hawái en el 2001, y, desde entonces, se dieron brotes esporádicos.
Mientras tanto, Uruguay no tiene dengue autóctono, pero sí tiene circulación del mosquito vector. La mayoría de los casos en Uruguay son importados de otros países, llevando 14 desde principios de 2020, pero desde febrero de 2016 se registraron casos autóctonos aislados, en el marco del aumento de casos de dengue mundial. En marzo de 2020 se confirman dos casos autóctonos en la ciudad de Salto.

## Estadísticas por país
| País, estado con reconocimiento limitado, territorio dependiente, no incorporado o de ultramar | Epidemia en 2019 | Epidemia en 2019 | Epidemia en 2020 | Epidemia en 2020 | Referencias adicionales |
| País, estado con reconocimiento limitado, territorio dependiente, no incorporado o de ultramar | Casos            | Muertes          | Casos            | Muertes          | Referencias adicionales |
| ---------------------------------------------------------------------------------------------- | ---------------- | ---------------- | ---------------- | ---------------- | ----------------------- |
| Brasil                                                                                         | 2 225 461        | 789              | 685 063          | 181              |                         |
| México                                                                                         | 268 458          | 191              | 20 321           | 1                |                         |
| Nicaragua                                                                                      | 186 173          | 30               | 20 150           | 0                |                         |
| Colombia                                                                                       | 127 553          | 87               | 42 830           | 18               |                         |
| Honduras                                                                                       | 112 708          | 180              | 11 460           | 9                |                         |
| Guatemala                                                                                      | 50 432           | 66               | 2808             | 1                |                         |
| El Salvador                                                                                    | 27 470           | 14               | 2279             | 0                |                         |
| República Dominicana                                                                           | 20 183           | 53               | 2327             | 0                |                         |
| Perú                                                                                           | 17 143           | 37               | 18 818           | 28               |                         |
| Bolivia                                                                                        | 16 193           | 23               | 68 570           | 19               |                         |
| Venezuela                                                                                      | 14 701           | 22               | 2624             | 6                |                         |
| Paraguay                                                                                       | 11 811           | 9                | 212 173          | 55               | [ 13 ]                  |
| Costa Rica                                                                                     | 9400             | 0                | 1275             | 0                |                         |
| Panamá                                                                                         | 9225             | 5                | 2891             | 2                |                         |
| Ecuador                                                                                        | 8446             | 2                | 3490             | 0                |                         |
| Belice                                                                                         | 8302             | 0                | 473              | 0                |                         |
| Jamaica                                                                                        | 7555             | 24               | 442              | 1                |                         |
| Cuba                                                                                           | 3259             | 0                | ?                | ?                |                         |
| Guadalupe (ultramar)                                                                           | 3230             | 0                | 1740             | 0                |                         |
| Argentina                                                                                      | 3220             | 0                | 14 237           | 25               | [ 14 ]                  |
| Martinica (ultramar)                                                                           | 1530             | 0                | 802              | 0                |                         |
| Antigua y Barbuda                                                                              | 1223             | 0                | 0                | 0                |                         |
| Estados Unidos                                                                                 | 1158             | 0                | 77               | 0                |                         |
| Dominica                                                                                       | 1066             | 1                | 37               | 0                |                         |
| Trinidad y Tobago                                                                              | 416              | 0                | 19               | 0                |                         |
| San Martín (ultramar)                                                                          | 260              | 0                | 355              | 0                |                         |
| Guayana Francesa                                                                               | 250              | 0                | 65               | 0                |                         |
| Guyana                                                                                         | 230              | 0                | 7                | 0                |                         |
| Aruba (ultramar)                                                                               | 106              | 0                | 0                | 0                |                         |
| Haití                                                                                          | 93               | 0                | 9                | 0                |                         |
| Surinam                                                                                        | 86               | 0                | 157              | 0                |                         |
| Barbados                                                                                       | 44               | 0                | 0                | 0                |                         |
| Chile                                                                                          | 38               | 0                | 7                | 0                | [ 15 ] [ 16 ]           |
| Puerto Rico (mancomunidad)                                                                     | 30               | 0                | 104              | 0                |                         |
| Bahamas                                                                                        | 27               | 0                | 0                | 0                |                         |
| Anguila (ultramar)                                                                             | 6                | 0                | 5                | 0                |                         |
| Bermudas (ultramar)                                                                            | 2                | 0                | 0                | 0                |                         |
| Uruguay                                                                                        | 0                | 0                | 8                | 0                | [ 17 ]                  |
| Total                                                                                          |                  | 1526             | 1 515 606        | 356              |                         |

## Situación por país

#### Colombia
La epidemia de dengue en Colombia inició en 2019, en dicho año se registró 87 muertos y 127.553 casos confirmados y para el siguiente año tenía registrado 16 muertos y 41.365 casos confirmados.

#### México
Los casos de dengue que se han confirmado en México son 1455, los estados más afectados por la enfermedad son Veracruz con 397 casos, Quintana Roo con 165 casos, Guerrero con 110 casos, Jalisco con 102 casos, Yucatán con 91 casos, Nayarit con 86 casos, Tabasco con 185 casos

#### Paraguay
La epidemia de dengue en Paraguay inició a finales de 2019, en octubre aproximadamente, cuando la Dirección de Vigilancia de Salud emitió la alerta epidemiológica.
En total en dicho año (2019) se registraron 9 muertos y 11 811 casos confirmados, un año relativamente leve. Sin embargo hacia finales del año 2019 y principios del año 2020, el brote se expande a gran parte del país, por lo que en febrero el Gobierno promulga la Ley de Emergencia Sanitaria para afrontar el avance de la epidemia, una de las peores de los últimos años en el país -solo detrás de la epidemia de dengue del año 2013-.
Poco después el mundo enfrenta una pandemia global de coronavirus, en el que Paraguay había reportado sus primeros casos hacia principios de marzo. Esto último provoca que muchas personas no puedan tener una asistencia médica adecuada debido a las medidas de prevención y restricción tomadas por el Gobierno con el fin de evitar la expansión del COVID-19.
La epidemia del dengue fue dada por terminada por el ministro de Salud Julio Mazzoleni el 27 de marzo de 2020, debido al descenso de notificaciones por dengue. Hasta entonces, los casos confirmados por laboratorio superaban los 27 000. Además se atribuyeron 53 muertes por dengue, y hubo 177 104 casos notificados, pendientes aún de confirmación laboratorial.

#### Perú
La epidemia de dengue en Perú inició en octubre de 2019 en el departamento de Madre de Dios, al sureste del país. Para el 17 de noviembre, según el Ministerio de Salud se tiene registro de 16 fallecidos y 3000 personas infectadas, convirtiéndose en el brote más grave del año.